# 东明镇 (奈曼旗)
东明镇，是中华人民共和国内蒙古自治区通辽市奈曼旗下辖的一个乡镇级行政单位。

## 行政区划
东明镇下辖以下地区：
东明村、永胜村、东升村、东塔村、南塔村、干苏村、代筒村、东塔日牙图村、达木嘎筒村、苏日格村、北奈林村、南奈林村、荣生村、浩特村、太吉村、英图村、新兴村、兴发村、西塔村、嘎查甸子村、塔布朗村、小吉尔仁达朗村、大吉尔仁达朗村、西哈日牙图村、东哈日牙图嘎查、阿都乌素嘎查、上奈林村、孟和浩来嘎查、小太吉白嘎查、大太吉白嘎查、双合兴村、东奈林村和哈如拉甸子村。